# 胡惟徳
胡 惟徳（こ いとく）は、清末民初の政治家・外交官。清朝と北京政府において外交官、政府高官を歴任する。北京政府では、一時的に代理国務院総理もつとめた人物である。字は馨吾。

## 事跡
上海広方言館で学習した後、1888年（光緒14年）、戊子科挙人となる。1890年（光緒16年）、薛福成に随従して、駐英公使館の翻訳担当学生となり、その後随員に昇格した。以後、駐米公使館参賛、駐ロシア公使館参賛と歴任し、1902年（光緒28年）2月、駐ロシア公使の事務を代行した。同年7月、出使俄国大臣（駐ロシア公使）に正式に昇進した。
1907年（光緒33年）9月、帰国して外務部右丞に任命される。翌年3月、日本へ公使として派遣され、駐在した。1910年（宣統2年）、デン・ハーグの常設仲裁裁判所仲裁人に任命された。同年5月、帰国して外務部右侍郎となる。7月には左侍郎に異動して、幇弁税務大臣も兼任した。1911年（宣統3年）10月、袁世凱内閣の外務部副大臣に任命され、署理外務大臣となった。
1912年（民国元年）3月、税務処督弁に任命され、あわせて唐紹儀内閣の外交総長を兼任した。同年11月、駐フランス公使に任命される。以後、民国3年（1914年）までスペイン公使、ポルトガル公使も兼任した。1920年（民国9年）9月、駐日公使に異動した。1922年（民国11年）6月、職務を解かれて帰国する。9月に外交部太平洋会議善後委員会理事に任ぜられた。
1926年（民国15年）3月、賈徳耀内閣の外交総長に任命され、さらに関税特別会議全権大使も兼任した。4月20日、段祺瑞の臨時執政辞任、賈の総理辞任に伴い、胡惟徳が国務院総理代行となる。同年5月13日までその任を務めた。1927年（民国16年）1月、顧維鈞内閣で内務総長となり、同年6月までつとめた。同年11月、平政院院長及び文官高等懲戒委員会委員長に任じられた。1923年（民国17年）、常設仲裁裁判所仲裁人に再び任命された。
1933年（民国22年）11月24日、北平で病没。享年71。